# LOVE LETTER (大塚愛のアルバム)
『LOVE LETTER』（ラヴ・レター）は大塚愛5枚目のオリジナルアルバム。2008年12月17日にavex traxよりリリースされた。

## 概要
- 4枚目のオリジナルアルバム「LOVE PiECE」から約1年3か月のインターバルでリリースされた。16thシングル「ポケット」、17thシングル「ロケットスニーカー／One×Time」、18thシングル「クラゲ、流れ星」を含む全13曲の収録である。
- 【CD＋DVD】と【CDのみ】の2パターン同時リリースであり、2種類ともジャケットデザインが異なる。初回盤は前作「LOVE PiECE」と同様にパッケージが特殊仕様となっており、手紙の封筒を意識した作りの紙ジャケットとなっている。その他、CDのみには着うたフルが1曲、DVD付きはボーナス映像が付いてくる。
- CDのみパッケージ購入者に提供された着うたフルの曲「BLACK HAIR J BEEF HIGH SALT TONGUE BURN $?.??(時価)」。この曲は、7thシングル「黒毛和牛上塩タン焼680円」をロック調にアレンジしたもので、エイベックスのライブイベント a-nation '08でも披露された。「$?.??」の部分は、演奏する日などの為替レートにより異なる。
- 付属のDVDにはミュージックビデオが収録されており、シングル曲「ポケット」「ロケットスニーカー」「クラゲ、流れ星」とアルバム収録曲「ド☆ポジティブ」「360°」「愛」と、初回盤のみボーナス映像として「愛」のアカペラバージョンの、計7つが収録されている。
- ブックレットに記載されている歌詞やパッケージの曲目表記などは、全て大塚愛自身による手書き。また、ブックレット内部のレイアウトは統一されており、曲目の一覧がある最初の見開きと、スタッフクレジットがある最後の見開き以外は、全て左ページに歌詞が印刷され、右ページに大塚の写真と本人直筆のコメント[1]が添えられている（ただし10曲目の「シヤチハタ」は除く）。
- 今作の作風は「自然食」「オーガニック」[2]。大塚はデビュー当時に、インパクトに欠ける楽曲をリリースしてしまうと周りの印象に残らないのではないか、ということを懸念しており、そのため最初の頃は意図的に印象に強く残る楽曲をリリースしていたが、その後、アルバムの枚数を重ねるごとに自身の原点に近づいていると説明しており、その流れもあってか今作について「1枚目のアルバムのような感覚」「5枚目にしてやっと自己紹介が終わった」とも語っている[2]。
- 収録されている楽曲については、過去の楽曲を多く収録することでアルバムに若い印象を持たせるには違和感がある、という大塚の判断により制作からあまり時間の経っていない最近の楽曲が多くを占めている[2]。その他、最近の楽曲の方が等身大で書いたものが多いことも理由に挙げられている[2]。

## 収録内容
※タイアップはタイアップ曲一覧を参照。
| 全作詞・作曲: 愛。 |                                    |           |            |                       |      |
| #                  | タイトル                           | 作詞      | 作曲・編曲 | 編曲                  | 時間 |
| 1.                 | 「LOVE LETTER」                    | 愛        | 愛         |                       | 3:18 |
| 2.                 | 「ロケットスニーカー」             | 愛        | 愛         | 愛×Ikoman             | 4:02 |
| 3.                 | 「バイバイ」                       | 愛        | 愛         | 愛×Ikoman             | 4:29 |
| 4.                 | 「クラゲ、流れ星」(弦編曲：弦一徹) | 愛        | 愛         | 愛×Ikoman             | 4:58 |
| 5.                 | 「人形」                           | 愛        | 愛         | Strings：弦一徹       | 3:19 |
| 6.                 | 「君フェチ」                       | 愛        | 愛         | 愛×Ikoman、原田アツシ | 4:19 |
| 7.                 | 「Creamy&Spicy」                   | 愛        | 愛         | 愛×Ikoman             | 3:43 |
| 8.                 | 「ド☆ポジティヴ」                  | 愛        | 愛         | 久保田光太郎          | 3:39 |
| 9.                 | 「360°」                           | 愛        | 愛         | 愛×Ikoman             | 4:51 |
| 10.                | 「シヤチハタ」                     | 愛        | 愛         | 笹路正徳              | 3:59 |
| 11.                | 「One×Time」(弦編曲：弦一徹)       | 愛        | 愛         | 愛×Ikoman             | 4:11 |
| 12.                | 「ポケット」(弦編曲：岡村美央)     | 愛        | 愛         | 愛×Ikoman             | 4:52 |
| 13.                | 「愛」(弦編曲：岡村美央)           | 愛        | 愛         | 愛×Ikoman             | 6:28 |
| 合計時間:          | 合計時間:                          | 合計時間: | 56:08      |                       |      |

| #  | タイトル                                  | 作詞 | 作曲・編曲 |
| -- | ----------------------------------------- | ---- | ---------- |
| 1. | 「ロケットスニーカー」(Music Clip)        |      |            |
| 2. | 「クラゲ、流れ星」(Music Clip)            |      |            |
| 3. | 「ド☆ポジティヴ」(Music Clip)             |      |            |
| 4. | 「360°」(Music Clip)                      |      |            |
| 5. | 「ポケット」(Music Clip)                  |      |            |
| 6. | 「愛」(Music Clip)                        |      |            |
| 7. | 「愛 〜a cappella version〜」(Music Clip) |      |            |

## 曲解説
1. LOVE LETTER
本作の表題曲で、大塚のピアノの弾き語りのみで演奏されている。アルバムの表題曲の制作、および彼女の原点である弾き語り曲を1曲目に置いたのは初めてである。
本人曰く「"0番"という感覚」であり、感覚的には次曲の「ロケットスニーカー」が1曲目らしい。
2. ロケットスニーカー
17thシングル「ロケットスニーカー／One×Time」の1曲目。デビュー曲のつもりで書いた曲で、自分の人生観などを取り入れて制作された。
3. バイバイ
2009年2月25日に19thシングルとしてリカットされた。デビューシングル「桃ノ花ビラ」と同時期に制作された曲。歌詞の中にも「桃ノ花」というワードが何度か登場している。
4. クラゲ、流れ星
18thシングル。
5. 人形
ピアノとストリングスのみで構成された曲。
6. 君フェチ
本人がこのアルバムの中で一番気に入っている曲。
7. Creamy&Spicy
本人曰く「男女間の温度差」を描いている曲。
8. ド☆ポジティヴ 
PVも制作された曲。この曲のアレンジはIkomanではなく久保田光太郎である。なお、アレンジャーがIkoman以外なのは、2ndアルバム『LOVE JAM』に収録されている「ポンポン」の鈴木秋則以来である。
9. 360°
PVも制作された曲。本人曰く「イメージは不思議、ホラー、メルヘンを織り交ぜた楽曲」である。アレンジに非常に時間を費やした。
この曲のピアノを担当している三柴理は、大塚がくるりのライブに行った際に感銘を受けたらしく、「絶対あの人に弾いてもらいたい」と思い、実現に至ったらしい。
10. シヤチハタ
本人曰く「贅沢なくだらなさ」。大塚の意向やIkomanからの提案により、コブクロや森山直太朗のプロデューサーを務める笹路正徳がアレンジを担当した[3]。
ほぼ全てスキャットで歌われており、この曲に参加した笹路や大御所のジャズバンド等からは、完成曲を仮歌と勘違いされたらしい。またタイトルを使用する際にシヤチハタ株式会社に事前に許可を得た。
11. One×Time
17thシングル「ロケットスニーカー／One×Time」の2曲目。ちなみにシングル曲だがPVは存在しない。
12. ポケット
16thシングル。本作を製作することになったのはこの曲を創ったことが大きいという[3]。
13. 愛
PVも制作された曲。大塚愛の楽曲で最も長い曲で、初めて演奏時間が6分を超えている。タイトルや曲は自然に思い浮かんだとのこと。
ラストサビ序盤のアカペラ部分はIkomanのアイディアであり、アレンジする前にタイアップ先の日本生命のCMを見て感銘を受け、「この曲、（全編）アカペラでいい」とまで言ったらしい[3]。
本作発売前のライブ「【LOVE IS BORN】　〜5th Anniversary 2008〜」で先行披露され、第59回NHK紅白歌合戦で歌唱された。

## 演奏
- 大塚愛
  - Vocal
  - Piano (#1.4.5.11.12)
- 渋谷憲：Drums (#2)
- 川渕文雄：Bass (#2)
- 友森昭一
  - Guitar (#2)
  - Electric Sitar (#4)
- 丈青 (SOIL&"PIMP"SESSIONS)：Piano (#2)
- 甲斐俊郎、原田孝一：Chorus (#2)
- Ikoman
  - Programming ＆ Other Instruments (#2.3.4.6.7.9.11.12.13)
  - Piano (#3)
  - Guitar (#6.12)
  - Acoustic Guitar (#13)
- 沼澤尚 (THEATRE BROOK)：Drums (#3.6)
- 佐藤研二：Bass (#3)
- 藤井謙二
  - Guitar (#3.7)
  - Chorus (#7)
- 川井健：Hammond Organ (#3.6)
- 弦一徹：Strings Arrangement (#4.5.11)
- 弦一徹ストリングス：Strings (#4.5.11)
- 朝川朋之：Harp (#4)
- 町田隆之：Bass (#6)
- 久保田光太郎：Guitar (#6.8)
- 原田アツシ
  - Piano (#6)
  - Synthesizer (#9)
- ターキー：Drums (#7)
- 山口寛雄：Bass (#7)
- 大森美希：Chorus (#7)
- 矢野博康：Drums (#8)
- 林由恭：Bass (#8)
- 三柴理：Piano (#9)
- 笹路正徳：Piano (#10)
- 山木秀夫：Drums (#10)
- 高水健司：Wood Bass (#10)
- 西村浩二、菅坂雅彦、奥村晶、中野勇介：Trumpet (#10)
- 村田陽一、広原正典、東條あづさ：Trombone (#10)
- 本田雅人、吉田治：Alto Sax (#10)
- 山本拓夫、竹野昌邦：Tenor Sax (#10)
- 宮本大路：Baritone Sax (#10)
- 山岡恭子：Chorus (#10)
- 松田卓己：Bass (#11)
- 岡村美央：Strings Arrangement (#12.13)
- 岡村美央ストリングス：Strings (#12.13)
- 古田たかし：Drums (#12.13)
- 山田サトシ：Bass (#12)
- 根岸孝旨：Bass (#13)
- MCキッズ：Chorus (#13)
- 妃菜乃：“愛”Voice (#13)